# HMS Pegasus (1779)
HMS Pegasus (1779) — 28-пушечный фрегат 6 ранга Королевского флота. Второй британский корабль, названный в часть Пегаса. С 1786 по 1789 год им командовал принц Вильям Генри, будущий король Вильгельм IV.

## Постройка
Заказан 21 февраля 1778 года. Название присвоено 19 мая. Заложен 20 июня 1778 года. Спущен на воду 1 июня 1779 года на королевской верфи в Дептфорде. Достроен 20 июля там же.

## Служба

### Война за независимость США
1779 — вступил в строй в мае, капитан Джон Бэзли (англ. John Bazely); летом с флотом Харди; сентябрь, с эскадрой Бернетта, Северное море.
1780 — в составе флота Родни участвовал в снабжении Гибралтара; с ним же перешел в Вест-Индию; 17 апреля был при Мартинике; вернулся в Англию; июнь, капитан Джон Стэнхоуп (англ. John Stanhope).
1781 — 15 января ушел на Подветренные острова; август, вернулся в Англию; 25 сентября совместно с HMS Rattlesnake взял 10-пушечный Deane.
1782 — 25-26 января был при Сент-Киттсе.
1783 — 24 января отбил грузовой транспорт (бывший шлюп) Allegiance; апрель, выведен в резерв и рассчитан; октябрь-ноябрь, подготовлен в отстой в Плимуте.

### Межвоенные годы
1784 — июль-сентябрь, малый ремонт в Плимуте.
1786 — март-май, оснащение в Плимуте; введён в строй в апреле, капитан герцог Кларенс (принц Вильям Генри); 4 июня ушёл на Ньюфаундленд.
1787 — перешёл в Новую Шотландию.
1788 — январь, подготовлен в отстой в Плимуте; март, выведен в резерв и рассчитан.
1789 — январь, возвращён в строй, капитан Герберт Сойер (англ. Herbert Sawyer); оснащение для заморской службы по апрель; ушёл на Ньюфаундленд.
1790 — 20 июня повторно ушёл на Ньюфаундленд; декабрь, капитан Уильям Дометт (англ. William Domett).
1791 — январь-март, оснащение в Плимуте для службы в Канале; 19 июня ушёл на Ньюфаундленд; 

### Французские революционные войны
1793 — апрель-июнь, оснащение в Плимуте; возвращён в строй в апреле, капитан Роберт Барлоу (англ. Robert Barlow).
14 июля с Флотом Канала вышел из Сент-Хеленс. 18 июля и после маневрировал западнее о-вов Силли. 31 июля кратковременно наблюдал французский форт, сблизиться не смог; 10 августа вернулся в Торбей. 23 августа Флот Канала вышел для сопровождения комбинированного ньюфаундлендского и вест-индского конвоя в своих водах. 27 октября вышел на поиск французов. 18 ноября короткая стычка стычка с французской эскадрой; к середине декабря вернулся с флотом в Спитхед.
1794 — 2 мая с флотом лорда Хау вышел из Сент-Хеленс; был при Первом июня, репетовал сигналы; 13 июня флот вернулся в свои порты; позже капитан Джордж Контесс (англ. George Countess).
1795 — 14 февраля флот вышел для короткого крейсерства и охраны конвоев; капитан Росс Донелли (англ. Ross Donnelly), эскадра в Даунс.
1796 — 12 мая у голландского побережья уничтожил 12-пушечные Echo и Gier.
12 мая фрегат HMS Phoenix, капитан Лоренс Холстед (англ. Lawrence William Halsted), и 50-пушечный HMS Leopard у Текселя взяли голландский 36-пушечный фрегат Argo, в то время как Pegasus и бриг-шлюп Sylph преследовали 3 брига, сопровождавших Argo.
1797 — февраль, выведен в резерв и рассчитан.
1799 — в резерве в Портсмуте.
1800 — введён в строй в феврале, коммандер Джон Пенджелли (англ. John Pengelly), (повышен из лейтенантов и переведён с куттера HMS Viper) командовал до 1805 года; февраль-март, приспособлен под войсковой транспорт; перешёл в Средиземное море (en flûte).
1801 — 8 марта−2 сентября Египетская экспедиция.

### Наполеоновские войны
1804 — вернулся в Англию.
1805 — Северное море, брандвахта в Харвиче.
1807 — поставлен в отстой в Чатеме.
1812 — в Ливерпуль(?).
1814 — октябрь, переделан в плавучую казарму новобранцев в Чатеме.
1816 — 28 августа продан в Дептфорде.